# Carl Clemm

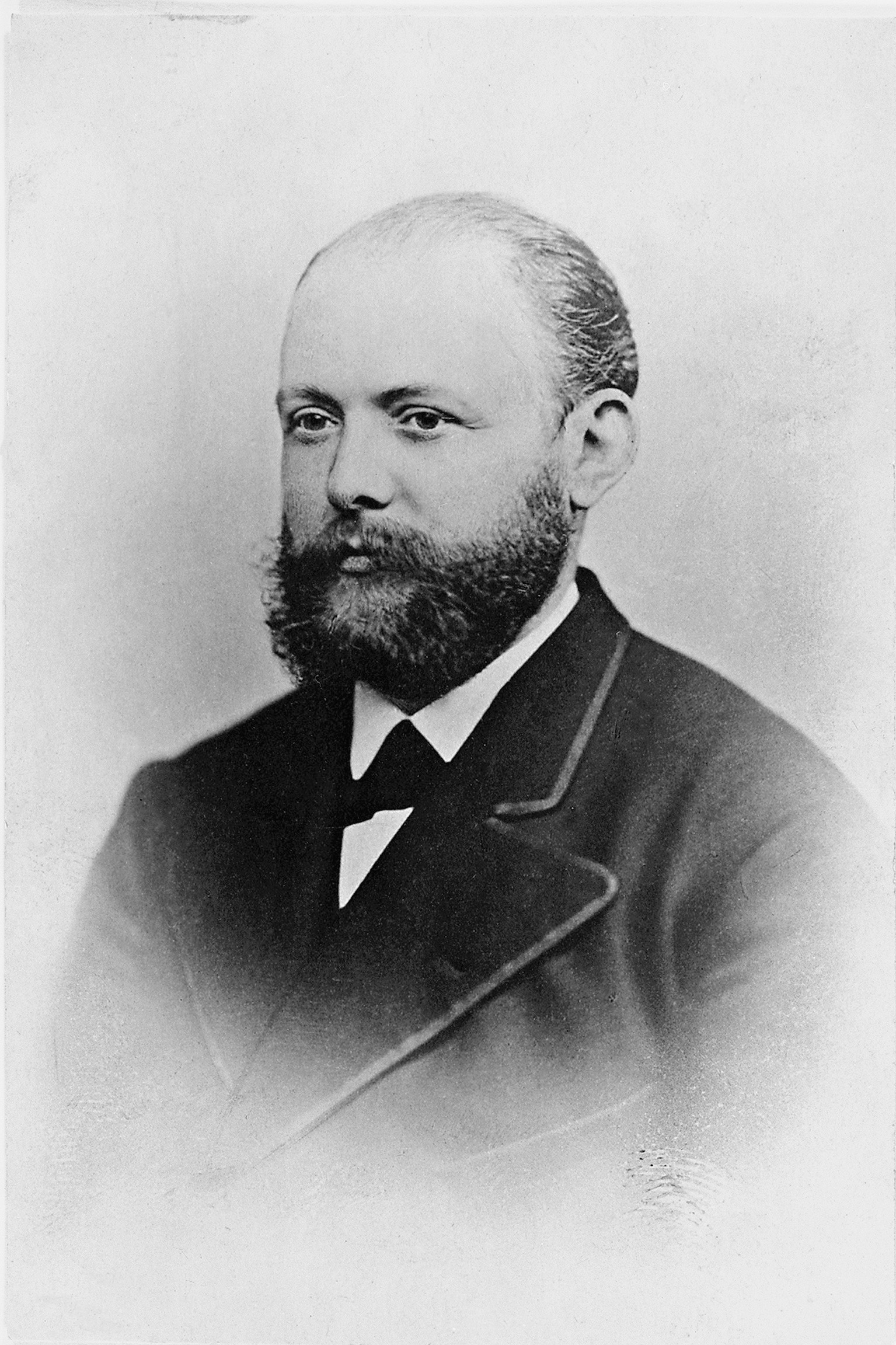
Carl Clemm (1865)

Carl Friedrich Clemm (* 16. August 1836 in Gießen; † 20. Februar 1899 in Ludwigshafen am Rhein) war ein deutscher Chemiker, Unternehmer und Politiker. Er war Mitbegründer der Badischen Anilin- und Sodafabrik (BASF).

## Herkunft und Familie
Carl Clemm wurde als erstes Kind des Friedrich Ludwig Christian Clemm (1804–1889), Kanzleirat der Universität Gießen, und seiner Ehefrau Luise geb. Müller (1817–1881) geboren. Die Familie Clemm brachte eine Reihe von Wissenschaftlern, Unternehmern und Politikern hervor. Der Chemiker Christian Gustav Clemm war der Bruder seines Vaters. Carl Clemm war Bruder des Chemikers August Ritter von Clemm, des Geheimen Kommerzienrates Adolf Clemm (1845-1922, ebenfalls Chemiker und Industrieller) sowie des Philologen Wilhelm Clemm.

## Leben und Beruf
Carl Clemm studierte Chemie am Polytechnikum Karlsruhe und an der Universität Gießen, wo er promoviert wurde. Er war Angehöriger des Weinheimer Corps Franconia Karlsruhe und des Kösener Corps Hassia Gießen.
Nach dem Studium war Clemm in der Chemischen Fabrik Wohlgelegen in Mannheim-Waldhof tätig, die seinem Onkel Carl Clemm-Lennig gehörte, ehe er 1861 mit Friedrich Engelhorn eine Fabrik für Anilinfarben gründete. 1865 gründete er mit seinem Bruder August Clemm, Engelhorn, Seligmann Ladenburg, Leopold Ladenburg, Friedrich Reiß und anderen die Badische Anilin- und Sodafabrik und übernahm die Direktion der anorganischen Betriebe, der Chromgrünherstellung und der Werkstätten in Ludwigshafen. Das Unternehmen stieg zur größten chemischen Fabrik in Deutschland auf und hatte 1884 Kapital von 16,5 Millionen Mark.

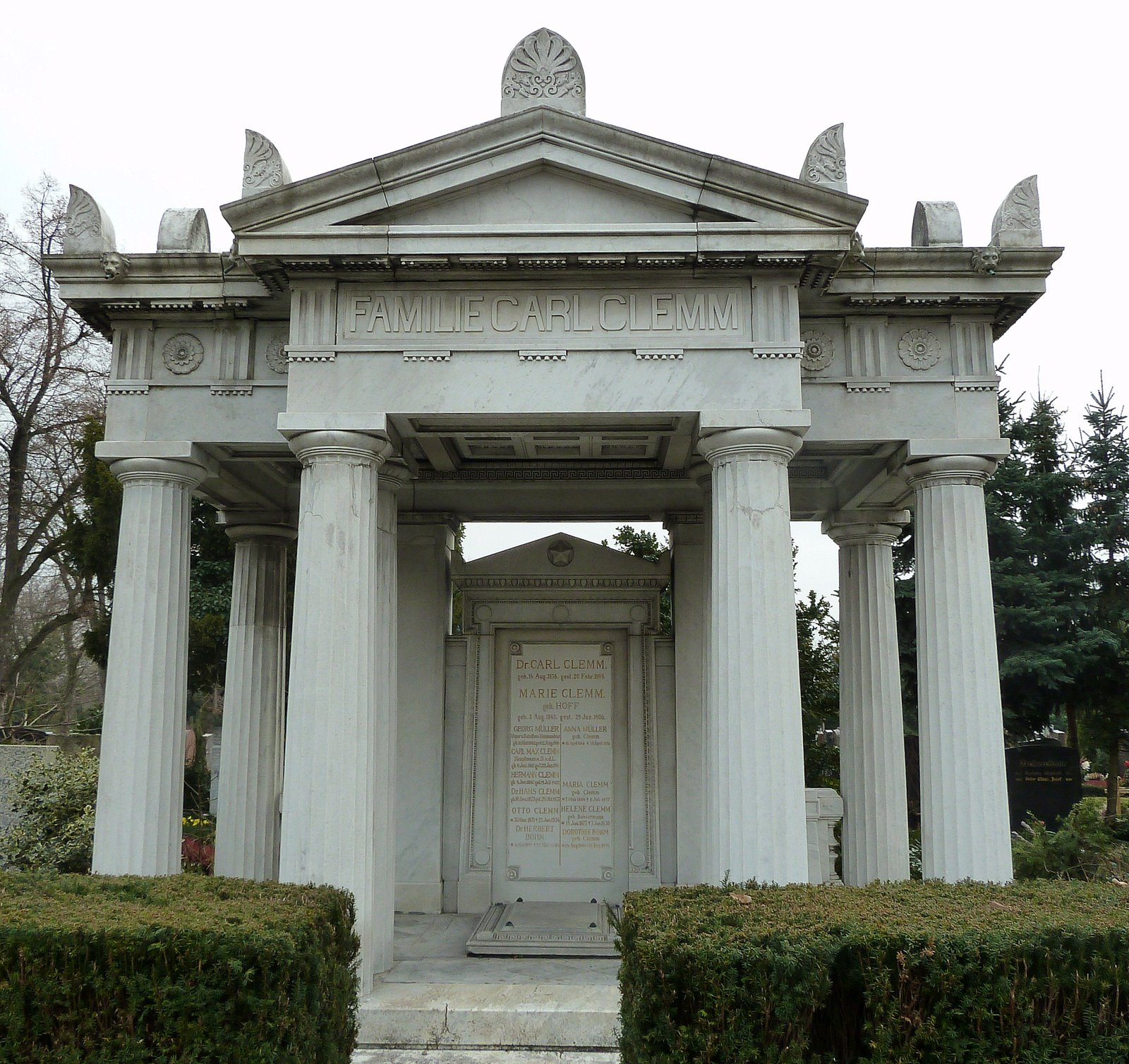
Grab der Familie Clemm in Mannheim

Clemm sah sich in Konkurrenz einer anderen Gruppe in der Führung überstimmt und schied 1883 mit seinem Bruder sowie Friedrich Engelhorn aus der Leitung aus. Ein Jahr später gründete er mit seinem Bruder Adolf Clemm sowie Carl und Rudolf Haas die Zellstofffabrik in Waldhof, die er 15 Jahre lang als technischer Direktor leitete. Darüber hinaus war er an vielen weiteren Unternehmen, wie der Deutsch-Ostafrikanischen Gesellschaft, und Banken beteiligt.
Für seine Hilfe nach dem Hochwasser 1882/83 verlieh ihm Friesenheim 1884 die Ehrenbürgerwürde, die nach der Eingemeindung von der Stadt Ludwigshafen am Rhein übernommen wurde.
Das Grabmal auf dem Hauptfriedhof Mannheim, ein Tempel im griechischen Stil aus italienischem Marmor, wurde von Architekt G. A. Karch entworfen.

## Politik
Clemm war Vorsitzender der Nationalliberalen in Ludwigshafen und von 1885 bis 1894 Mitglied des Stadtrats. Von 1887 bis 1898 war er Abgeordneter im Reichstag, wo er den Wahlkreis Pfalz 1 (Speyer) vertrat.

## Privatleben
Clemm war mit Maria Hoff (1843–1906) verheiratet, einer Nichte von Friedrich Engelhorn. Das Paar hatte sechs Kinder, darunter Hans Clemm, Vorstand der Zellstoffabrik Mannheim.